# 53 칼립소

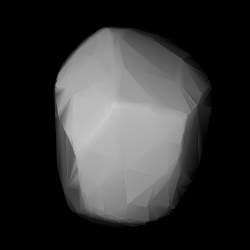

53 칼립소는 주요 소행성대에 위치한 1858년 4월 4일 독일 천문학자 로베르트 루터가 뒤셀도르프에서 발견한 지름 114km의 크고 매우 어두운 소행성이다. 53 칼립소는 그리스 신화에 나오는 바다의 요정 칼립소에서 따왔으며 토성의 위성 칼립소와 같다. 53 칼립소의 궤도는 목성과 토성과 궤도 공명 상태에 있다.